# Ciro Moura
Ciro Tiziani Moura (Campinas, 23 de fevereiro de 1946) é um empresário e político brasileiro. É o vice-presidente nacional do Agir (antigo PTC).

## Biografia
Ciro Moura nasceu em Campinas, no interior do estado de São Paulo, em 23 de fevereiro de 1946. É casado e tem dois filhos. Formou-se em Administração e atua como empresário, sendo dono de uma empresa de consultoria.

## Carreira política
Começou sua carreira política em 1990 se candidatando como primeiro suplente do candidato a senador Ferreira Netto, que não foi eleito naquela eleição, mas teve 3.806.787 votos, ficando em segundo lugar.
Depois de ter seu nome cogitado para disputar a Presidência da República em 1994 no lugar de Walter Queiroz (expulso do PRN por ter mentido sobre a dupla declaração de renda) antes de ser preterido em favor de Carlos Antônio Gomes, sua segunda candidatura foi em 1994, pelo PRN, concorrendo ao cargo de Governador do Estado de São Paulo. Acabou em último lugar na eleição, obtendo 75.727 votos (0,54%).
Em 2000, candidatou-se à prefeitura de São Paulo. Em todas as suas inserções eleitorais na TV, Ciro Moura não mostrou o rosto, e acabou ganhando alguns holofotes. Ele também não falava sobre seu programa de governo, alegando temer ser copiado por adversários. Ciro acabou em penúltimo lugar na eleição com apenas 1.847 votos (0,03%).
Dois anos depois, nas eleições de 2002, tentou novamente se eleger Governador paulista, pela coligação "Bandeira Paulista", recebendo os apoios do PRP, do PSC e do PTdoB (atual Avante), obtendo 0,09% dos votos. Nacionalmente, apoiou o ex-governador fluminense Anthony Garotinho, então no PSB, à Presidência da República.
Mais uma vez se candidatou à prefeitura, pelo mesmo partido, em 2004. Foi acusado, por alguns de seus opositores, de estar a serviço de Paulo Maluf em 2000 e, depois, de José Serra. Em 2006, concorreu a deputado federal e obteve 5.860 votos.
Voltou a se candidatar a prefeitura de São Paulo em 2008, encabeçando a coligação "Tostão Contra o Milhão", composta pelo PTC e pelo PTdoB, na qual Ciro atacou pesadamente a campanha de Marta Suplicy. Encerrou o pleito com apenas 3.825 votos (0,06%).

### Eleições de 2010
Em julho de 2010, Ciro foi cotado para ser o candidato do PTC ao Palácio do Planalto. No entanto, devido a uma ação do Tribunal Superior Eleitoral (TSE) a favor de uma “verticalização” no horário eleitoral gratuito, abandonou a disputa e não esperou para ver qual seria o novo entendimento do Tribunal, depois que o presidente da Corte, Ricardo Lewandowski, suspendeu a decisão até agosto daquele ano. A candidatura de Dilma Rousseff (PT) acabou ganhando o apoio formal do PTC, embora Moura tenha, abertamente, se oposto a essa aliança.
De acordo com a pesquisa eleitoral do Datafolha de 26/07/2010, o candidato apareceu nas pesquisas apenas atrás de Marta Suplicy, que liderava a pesquisa com 31%, e em empate técnico com Romeu Tuma (PTB), com 22%, e Orestes Quércia (PMDB), com 21%. O resultado, o qual surpreendeu Ciro Moura, foi extensamente comentado pela mídia, dividindo opiniões entre os que atribuem esse resultado a uma confusão do eleitorado entre seu nome e o de Ciro Gomes e aqueles que veêm tal resultado como sendo efeito da exposição do candidato nas últimas eleições e a falta de alternativas para alguns segmentos do eleitorado.
No entanto, apesar desta surpresa inicial, terminou a eleição com 275.664 votos (0,75%). Desde então, não concorreu novamente a outro cargo eletivo.